# H40L busz (Nyíregyháza)
A nyíregyházi H40L jelzésű autóbusz a H40-es busz betétjárata, amely az Autóbusz-állomás és a LEGO között közlekedik. A vonalat a Volánbusz üzemelteti.

## Útvonala
Autóbusz-állomás - LEGO
Autóbusz-állomás - Bethlen Gábor u. 67. - Tiszavasvári út - Szakiskola és Kollégium - Salamonbokor Sz. Bolt - LEGO
LEGO - autóbusz-állomás:
LEGO - Zombori bokor - Salamonbokor Sz. Bolt - Szakiskola és Kollégium - Tiszavasvári út - Konzervgyár - Autóbusz-állomás